# Glenea ornata
Glenea ornata là một loài bọ cánh cứng trong họ Cerambycidae.